# محوطه بندر تاریخی مه رویان
محوطه بندر تاریخی مه رویان مربوط به دوران‌های تاریخی پس از اسلام است و در ۱۰ کیلومتری شمال بندر دیلم واقع شده و این اثر در تاریخ ۵ آذر ۱۳۷۹ با شمارهٔ ثبت ۲۸۸۲ به‌عنوان یکی از آثار ملی ایران به ثبت رسیده است.